# Азиатско-тихоокеанско икономическо сътрудничество
Азиатско-тихоокеанското икономическо сътрудничество (АТИС) (на английски: Asia-Pacific Economic Cooperation, APEC) е регионална икономическа организация със седалище в Сингапур.
Създадена е през 1989 година в Канбера по предложение на министър-председателите на Австралия и Нова Зеландия. Целите на организацията са облекчаване на свободната търговия и развитие на регионалното сътрудничество. Първоначалният висш орган е ежегодна среща на ниво министри, но след промените през 1993 година взимат участие лидерите на държавите членки. Органи са: конференция на високо равнище, сесии на министрите на външните работи и на икономиката, Постоянен секретариат, Азиатско-тихоокеански парламентарен форум.
През 1994 година се приема за главна цел създаването до 2020 година на система за свободна и открита търговия и либерализация на инвестиционния режим. Най-развитите държави са длъжни да осъществят либерализацията до 2010 година. Всяка страна сама определя своя статут и срок за въвеждане на новия режим на основата на индивидуални действия.

## История
Организацията е основана през 1989 година в Канбера, Австралия, по инициатива на Австралия, Япония и САЩ. По онова време страните-членки на организацията са 12. В своето начало организацията представлява главно форум за провеждане на неформални разговори. С увеличаването на съвместната им работа отношенията им започват да се задълбочават и започват да организират всяка година срещи на върха, на които провеждат дискусии и взимат решения.
В резултат на това АТИС не се занимава само с проблемите на капиталовите пазари, премахването на бариерата за свободна търговия и презграничното икономическо сътрудничество, но и с икономически въпроси от общ характер, като нови технологии, образование, жени, младеж, проблеми с околната среда, устойчиво икономическо развитие, реформиране в АТИС, както и с борбата срещу международния тероризъм. По време на годишните срещи на върха често има демонстрации, придружени с насилие.
На среща, проведена през 1994 година в Богор, Индонезия, се поставя за цел добре развитите индустриални държави да влязат в зона за свободна търговия в азиатско-тихоокеанския регион до 2010 година, а за развиващите се страни срокът е до 2020 година. За постигането на тази цел държавите членки изготвят национални планове за действие. На годишните срещи на върха, под формата на годишни доклади, се следи докъде са стигнали държавите членки с постигането на тази цел. От 2002 година насам са подписани двустранни и многостранни споразумения между страните. Те трябва да отговарят на изискванията на Световната търговска организация. Членовете на АТИС са подписали над 40 такива споразумения. Тези 21 държави членки съставляват почти половината от населението на земята. АТИС е сред най-бързо развиващите се икономически региони в света.

## Принципи
АТИС действа на принципа на необвързващи споразумения. Всички решения, които се взимат на форумите, се приемат с консенсус. С приемането на 3 страни през 1998 г. е обявен мораториум върху разширяването в продължение на 10 години с оглед да се заздрави сътрудничеството между страните-членки в организацията.
Бюджетът на АТИС е сравнително малък – около 3,5 милиона щатски долара на година, който се събира чрез членски внос от държавите членки. Само Япония е инвестирала повече пари (3 – 4 милиона щатски долара годишно) в специален фонд за либерализация на организацията.
Срещите на АТИС често са придружени от гости и наблюдатели. Сред тях са представители на Асоциацията на страните от Югоизточна Азия (ASEAN), Съвета на тихоокеанско икономическо сътрудничество (Pacific Economic Cooperation Council, PECC), Форума на тихоокеанските острови (Pacific Islands Forum, PIF) и други заинтересовани лица от частния и обществения сектор. При закрити врати на форумите на АТИС също така се обсъжда проблемът със Северна Корея.

## Държави членки
| Държава членка    | Присъединяване |
| ----------------- | -------------- |
| Австралия         | 1989 г.        |
| Бруней            | 1989 г.        |
| Канада            | 1989 г.        |
| Индонезия         | 1989 г.        |
| Япония            | 1989 г.        |
| Южна Корея        | 1989 г.        |
| Малайзия          | 1989 г.        |
| Нова Зеландия     | 1989 г.        |
| Филипини          | 1989 г.        |
| Сингапур          | 1989 г.        |
| Тайланд           | 1989 г.        |
| САЩ               | 1989 г.        |
| Тайван            | 1991 г.        |
| Хонконг           | 1991 г.        |
| Китай             | 1991 г.        |
| Мексико           | 1993 г.        |
| Папуа Нова Гвинея | 1993 г.        |
| Чили              | 1994 г.        |
| Перу              | 1998 г.        |
| Русия             | 1998 г.        |
| Виетнам           | 1998 г.        |

## Срещи
|       | Дата                            | Домакин           | Място                 | Снимка | Интернет адрес                                                                          |
| ----- | ------------------------------- | ----------------- | --------------------- | ------ | --------------------------------------------------------------------------------------- |
| 1-ва  | 6 – 7 ноември 1989              | Австралия         | Канбера               |        |                                                                                         |
| 2-ра  | 29 – 31 юли 1990                | Сингапур          | Сингапур              |        |                                                                                         |
| 3-та  | 12 – 14 ноември 1991            | Южна Корея        | Сеул                  |        |                                                                                         |
| 4-та  | 10 – 11 септември 1992          | Тайланд           | Бангкок               |        |                                                                                         |
| 5-а   | 19 – 20 ноември 1993            | САЩ               | Сиатъл                |        |                                                                                         |
| 6-а   | 15 – 16 ноември 1994            | Индонезия         | Богор                 |        |                                                                                         |
| 7-а   | 18 – 19 ноември 1995            | Япония            | Осака                 |        |                                                                                         |
| 8-а   | 24 – 25 ноември 1996            | Филипини          | Субик                 |        |                                                                                         |
| 9-а   | 24 – 25 ноември 1997            | Канада            | Ванкувър              |        |                                                                                         |
| 10-а  | 17 – 18 ноември 1998            | Малайзия          | Куала Лумпур          |        |                                                                                         |
| 11-а  | 12 – 13 септември 1999          | Нова Зеландия     | Окланд                |        |                                                                                         |
| 12-а  | 15 – 16 ноември 2000            | Бруней            | Бандар Сери Бегаван   |        | www.apec2000.gov.bn Архив на оригинала от 2003-03-14 в Library of Congress Web Archives |
| 13-а  | 20 – 21 октомври 2001           | Китай             | Шанхай                |        |                                                                                         |
| 14-а  | 26 – 27 октомври 2002           | Мексико           | Лос Кабос             |        |                                                                                         |
| 15-а  | 20 – 21 октомври 2003           | Тайланд           | Бангкок               |        |                                                                                         |
| 16-а  | 20 – 21 ноември 2004            | Чили              | Сантяго               |        | www.apec2004.cl                                                                         |
| 17-а  | 18 – 19 ноември 2005            | Южна Корея        | Бусан                 |        |                                                                                         |
| 18-а  | 18 – 19 ноември 2006            | Виетнам           | Ханой                 |        | www.apec2006.vn Архив на оригинала от 2006-02-25 в Wayback Machine.                     |
| 19-а  | 8 – 9 септември 2007            | Австралия         | Сидни                 |        | www.apec2007.org Архив на оригинала от 2010-11-19 в Wayback Machine.                    |
| 20-а  | 22 – 23 ноември 2008            | Перу              | Лима                  |        | www.apec2008.org.pe Архив на оригинала от 2007-10-13 в Wayback Machine.                 |
| 21-ва | 14 – 15 ноември 2009            | Сингапур          | Сингапур              |        | www.apec2009.sg Архив на оригинала от 2011-04-09 в Wayback Machine.                     |
| 22-ра | 13 – 14 ноември 2010            | Япония            | Йокохама              |        |                                                                                         |
| 23-та | 12 – 13 ноември 2011            | САЩ               | Хонолулу              |        |                                                                                         |
| 24-та | 9 – 10 септември 2012           | Русия             | Владивосток           |        |                                                                                         |
| 25-а  | 5 – 7 октомври 2013             | Индонезия         | Бали                  |        |                                                                                         |
| 26-а  | 10 – 11 ноември 2014            | Китай             | Пекин                 |        |                                                                                         |
| 27-а  | 18 – 19 ноември 2015            | Филипини          | Манила                |        |                                                                                         |
| 28-а  | 19 – 20 ноември 2016            | Перу              | Лима                  |        |                                                                                         |
| 29-а  | 10 – 11 ноември 2017            | Виетнам           | Да Нанг               |        |                                                                                         |
| 30-а  | 17 – 18 ноември 2018            | Папуа Нова Гвинея | Порт Морсби           |        |                                                                                         |
| Н/Д   | 16 – 17 ноември 2019 (Отменено) | Чили              | Сантяго               |        |                                                                                         |
| 31-ва | 20 ноември 2020                 | Малайзия          | Куала Лумпур (Онлайн) |        |                                                                                         |
| 32-ра | 16 юли и 12 ноември 2021        | Нова Зеландия     | Окланд (Онлайн)       |        |                                                                                         |
| 33-та | 18 – 19 ноември 2022            | Тайланд           | Бангкок               |        |                                                                                         |
| 34-та | 15 – 17 ноември 2023            | САЩ               | Сан Франциско         |        |                                                                                         |
| 35-та | 10 – 16 ноември 2024            | Перу              | Куско                 |        |                                                                                         |